# Houses at 208–218 East 78th Street

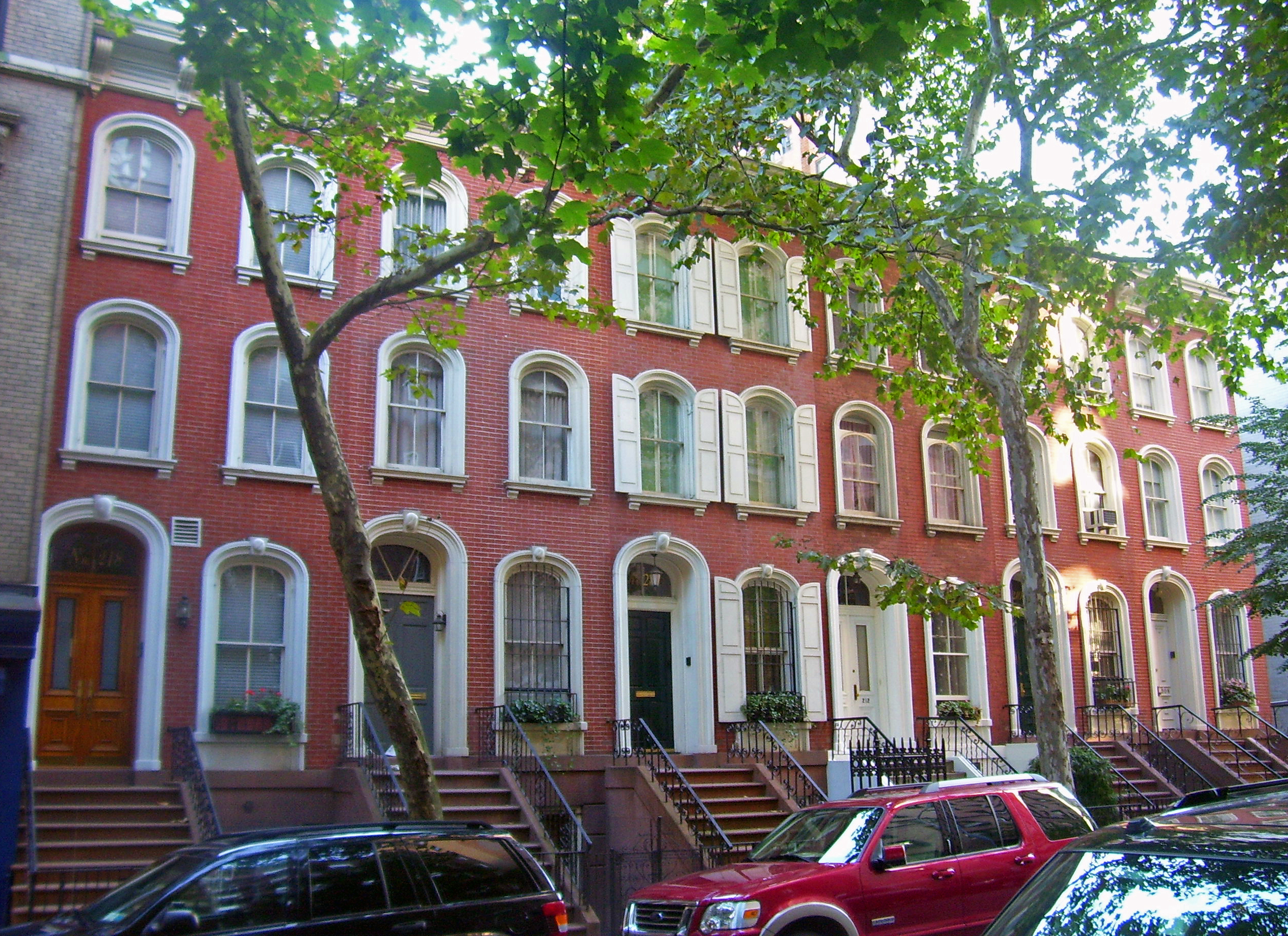
Blick auf die Häuserreihe; 208 East 78th ist rechts (2008)

Houses at 208–218 East 78th Street sind sechs Reihenhäuser in Manhattan in New York City, Vereinigte Staaten. Die Backsteinhäuser sind die Überbleibsel einer ursprünglichen Gruppe von 15 Wohnhäusern, die von 1861 bis 1865 bei der Erschließung der Upper East Side errichtet wurden.
Die Häuser fallen auf wegen ihrer Fenster und Türen, die an der Nordfassade als Rundbögen ausgeführt sind, ein eher ungewöhnliches Gestaltungsmerkmal bei städtischen Bauten jener Zeit im Italianate-Stil. Dabei handelt es sich um die zweitälteste Häusergruppe an der Upper East Side. Sie entstand nach den East 78th Street Houses einen Block weiter östlich, hat aber im Gegensatz zu jener Häuserreihe mehr von ihrem ursprünglichen Aussehen behalten. Die Reihenhäuser wurden am 9. Mai 1978 von der New Yorker Landmarks Preservation Commission als Denkmal ausgewiesen und am 30. Juni 1983 in das National Register of Historic Places aufgenommen.

## Gebäude

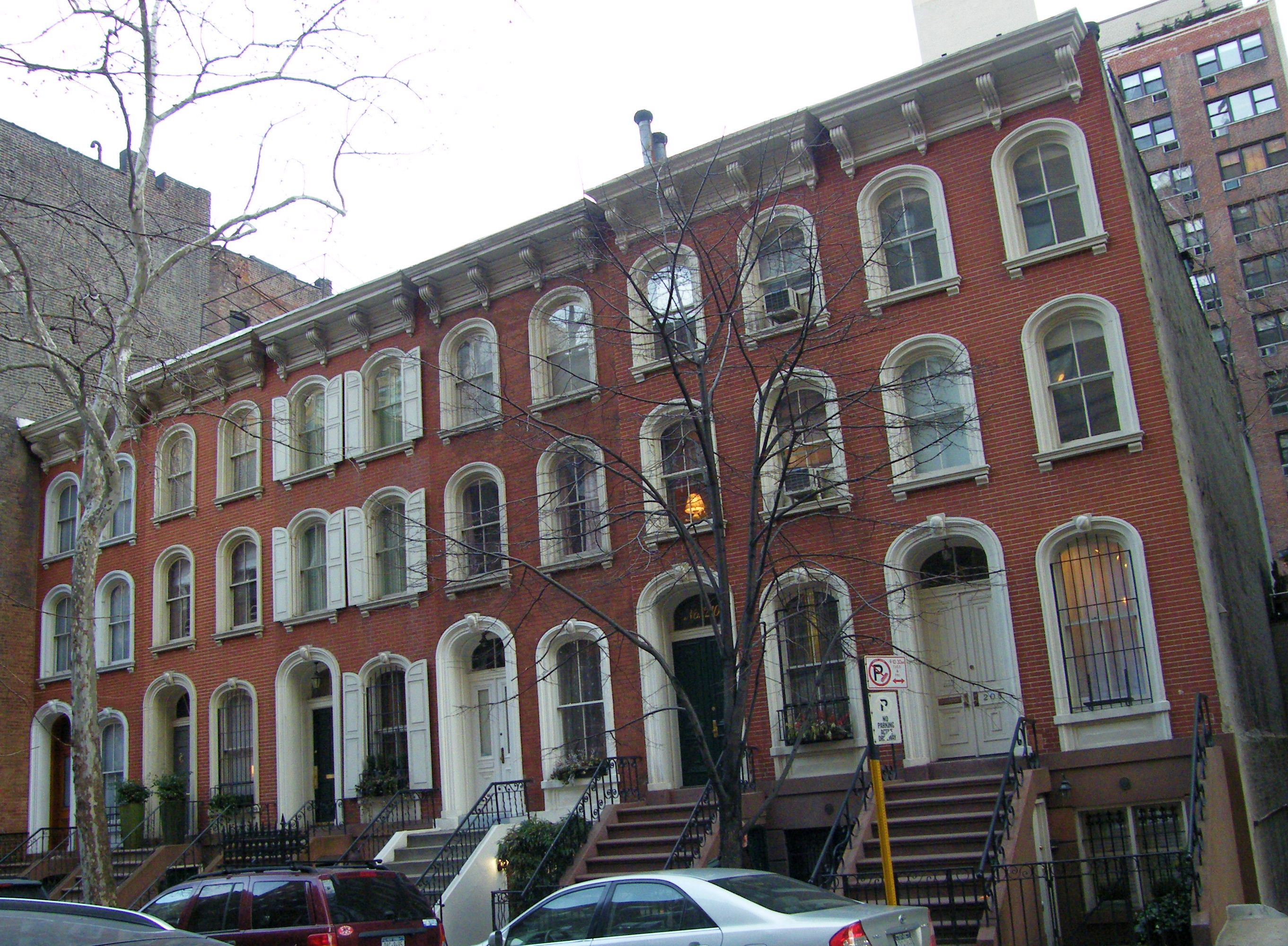
Die Reihenhäuser im Jahr 2009

Die Häuserreihe befindet sich an der Südseite der East 78th Street zwischen der Second und Third Avenue. Der Stadtblock dient zu Wohnzwecken und viele ähnliche, teilweise höhere Häuser stehen auf beiden Seiten der von Bäumen gesäumten Straße. Das Viertel befindet sich etwas außerhalb des Upper East Side Historic Districts in der Nähe der südlichen Grenze des Viertels Yorkville.
Jedes Haus hat drei Stockwerke und umfasst zwei Joche. Sie sind jeweils nur 4,06 m beziehungsweise 13 Fuß und 6 Zoll breit, der Keller ist teilweise freigestellt. Um Fenster und Türen verlaufen elliptisch angeordnete gemeißelte Steinreihen. Eingänge und die dazugehörigen Fenster haben außerdem einen ausgeformten Schlussstein. Die Fensterbänke der oberen Fenster haben ein Gesims. Die flachen Dachtraufen ruhen auf einem hervortretenden Gesims mit senkrechten Auslegern. Städtische Veranden mit eisernen Geländern führen vom Gehweg zu den Eingängen, die sich jeweils im östlichen Joch der Fassade befinden.
Von diesem Standard gibt es wenige Abweichungen. Das Haus Nummer 214 hat zusätzlich Fenstergitter und ein Teil der ursprünglichen eisernen Zubehörteile wurde wie bei Nummer 216 ersetzt. Bei Nummer 218 wurden die ursprünglichen Stufen aus Brownstone durch moderne Stufen aus Beton ersetzt.

## Geschichte
Der Bau der Third Avenue Railway im Jahr 1852 erlaubte es den Bewohnern des damaligen Village of Yorkville, zu ihren Arbeitsplätzen in der heutigen Midtown und in Lower Manhattan zu pendeln. Das Gebiet, das heute an der East 78th Street liegt, war noch neun Jahre später ein unbebauter Abschnitt Yorkvilles, als Howard Martin einen 60 m (200 Fuß) langen Streifen Land kaufte, um zu Spekulationszwecken Häuser zu bauen.
Unter Berücksichtigung einer Entscheidung des New York Supreme Court aus dem Jahr 1860 bezahlt Martin 128 US-Dollar (inflationsbereinigt 4.062 US-Dollar) an die Stadt, dass diese die 78th Street einrichtete. Er hatte sein Grundstück in 15 Parzellen aufgeteilt, 206–234 East 78th Street und hatte mit dem Bau von Häusern begonnen, als er 1862 sein Eigentum an William Brower verkauft. Dieser behielt die Bauunternehmer Warren und Ransom Beman sowie John Buckley, was vermutlich der Grund für die Einheitlichkeit der Gebäude ist.
Der Bau der Häuser verzögerte sich durch die Schwierigkeiten bei den Beschaffung von Baumaterial durch den Sezessionskrieg, aber Brower hatte alle Häuser verkauft, als der Bau 1865 abgeschlossen war. Die Häuser 206 am westlichen Ende der Reihe und 220–234 am östlichen Ende wurden später abgerissen, um den heutigen, größeren Apartmentgebäuden Platz zu machen.